# Zuzana Hejnová
Zuzana Hejnová, född den 19 december 1986 i Liberec, är en tjeckisk friidrottare som tävlar i häcklöpning.
Som junior var Hejnová en av världens bästa på 400 meter häck. Vid VM för ungdomar 2003 vann hon guld och vid VM för juniorer 2004 blev hon tvåa. 
Som senior var hon tre gånger i rad i semifinal vid ett stort mästerskap, VM 2005 och 2007 samt EM 2006. Hennes första stora final var vid Olympiska sommarspelen 2008 då hon slutade sjua på tiden 54,97.

## Personligt rekord
- 400 meter häck - 52,83 NR